# Newcastle Eagles
Die Newcastle Eagles sind eine professionelle Basketballmannschaft aus Newcastle upon Tyne in England. Die Eagles wurden ursprünglich 1976 in Washington (Tyne and Wear) bei Sunderland gegründet und blieben bis 1995 in Sunderland, wo sie lange Zeit als Sunderland Saints spielten. Nachdem sie in ihren letzten zwei Jahren in Sunderland bereits als Scorpions antraten, verlegten sie 1995 ihren Sitz ins benachbarte Newcastle, wo sie zunächst als Comets und dann als Eagles in der geschlossenen Profiliga British Basketball League (BBL) antraten, der sie seit deren Gründung 1987 angehören.

## Geschichte

### Basketball in Sunderland (1976 bis 1995)
1976 gründete sich in Washington, einem Ort im Metropolitan Borough City of Sunderland, eine Basketballmannschaft EPAB. Kurze Zeit später wechselte man in den Zentralort Sunderland und spielte zunächst als EPAB Sunblest weiter und konnte sich für den europäischen Vereinswettbewerb Korać-Cup 1978/79 qualifizieren, wo man in der ersten Runde trotz eines 113:102-Heimsieges im Rückspiel gegen den spanischen Vertreter CB Areslux Granollers ausschied. Im darauffolgenden Wettbewerb Korać-Cup 1979/80 kam man direkt in die erste Hauptrunde, in der man diesmal deutlich dem spanischen Verein Cotonificio Badalona unterlegen war. In der darauffolgenden Saison 1980/81 stand man im Finale der Play-offs in der höchsten nationalen Spielklasse „National Basketball League“ (NBL), in dem man Titelverteidiger Crystal Palace mit vier Punkten Unterschied 96:92 besiegen konnte und den ersten Titelerfolg für den Verein erreichte.
In der folgenden Saison 1981/82 schaffte man im Europapokal der Landesmeister in der Gruppenphase zwei Siege gegen den luxemburgischen Vertreter BBC Amicale Steinsel, verlor aber die restlichen vier Gruppenspiele und schied nach der ersten Runde aus. In der nationalen Meisterschaft schaffte man als Dritter erstmals eine Platzierung unter den drei besten Mannschaften am Saisonende, verlor aber die Finalrevanche gegen den Hauptrundenersten Crystal Palace klar mit 86:111. In der Meisterschaft 1982/83 erreichte man hinter Titelverteidiger Crystal Palace den zweiten Platz und im Play-off-Finale kam es zum dritten Mal in Folge zum Aufeinandertreffen der beiden Kontrahenten, das diesmal wieder die Sunderland Saints knapp mit 75:74 für sich entscheiden konnten. Im folgenden Landesmeister-Pokal begann die erste Runde wieder im K.-o.-System, in der man den schwedischen Meister Alvik BK knapp besiegen konnte. Anschließend spielte man in der zweiten Runde gegen die renommierte jugoslawische Mannschaft KK Bosna Sarajevo, die diesen Wettbewerb immerhin 1979 gewinnen konnte. Man verlor zwar beide Spiele, aber nur knapp, so dass sich die Punktedifferenz auf sechs Punkte insgesamt beschränkte. Damit waren die frühen Erfolge der Saints zunächst beendet.
Obwohl man in den folgenden Jahren keine vorderen Platzierungen in der nationalen Meisterschaft mehr erreicht hatte, war man 1987 als Sunderland 76ers Gründungsmitglied der geschlossenen Profiliga British Basketball League (BBL). In der 15 Mannschaften starken Liga erreichte man am Saisonende jedoch nur den elften Platz und verpasste die Play-offs. In der folgenden Spielzeit hatte sich die Liga bereits um vier Mannschaften reduziert und man erreichte nun als Sechster der Hauptrunde erstmals die Play-offs der BBL, in denen man jedoch gleich gegen die Bracknell Tigers ausschied. In der Saison 1989/90 erreichte man nun in der auf acht Mannschaften reduzierten Liga einen vierten Platz, wobei Clyde Vaughan als „Most Valuable Player“ (MVP) der Hauptrunde ausgezeichnet wurde. Wie im Pokalwettbewerb National Cup erreichte man das Finale der Play-offs gegen die Kingston Kings, die jedoch in jener Spielzeit alle nationalen Titel auf sich vereinigen konnten. In der folgenden Spielzeit 1990/91 blieb man der einzig ernsthafte Herausforderer der Kings und konnte diese im Pokal-Halbfinale besiegen und gegen die Leicester Riders im Finale den National Cup mit dem aus der NBA nach England zurückgekehrten Steve Bucknall erstmals gewinnen. In der Meisterschaft verlor man gegen den Hauptrundenersten und Titelverteidiger jedoch das Finale der Play-offs wieder deutlich mit über 20 Punkten Unterschied. Die folgende Spielzeit 1991/92 missriet völlig und man erreichte nach nur drei Saisonsiegen gerade noch den vorletzten Tabellenplatz. Nach einem weiteren vorletzten Tabellenplatz 1993 benannte man sich in Sunderland Scorpions um. Dies brachte in der Saison 1993/94 nur eine geringfügige Verbesserung auf dem zehnten Tabellenplatz, denn in der folgenden Spielzeit 1994/95 folgte nach nur vier Saisonsiegen der Absturz auf den 13. und letzten Tabellenplatz. Die Geschichte der Saints/Scorpions in Sunderland war zu ihrem Ende gekommen.

### Newcastle Eagles (seit 1995)
Zur Saison 1995/96 kam der Umzug in das größere Newcastle upon Tyne, wo man zunächst als Newcastle Comets antrat. Kurz nach dem Umzug stieg auch der Vorsitzende des Fußballklubs Newcastle United, Sir John Hall, bei den Comets als Eigentümer ein. Nach einem eher durchwachsenen Start in Newcastle, als man die Saison 1995/96 auf dem elften Tabellenplatz beendete, benannte man sich erneut um, jedoch „vereinigte“ Eigentümer Hall die Fußball- und Basketballmannschaften nicht unter dem gemeinsamen Namen United, wie dies zuvor bei FC Portsmouth, Manchester United und den Glasgow Rangers geschehen war. Als Eagles beendete man die reguläre Saison 1996/97 als Siebter erstmals seit 1991 wieder mit einer positiven Saisonbilanz und schaffte die Qualifikation für die Play-offs, in denen man jedoch in der ersten Runde gegen den späteren Sieger London Towers ausschied. In der folgenden Saison erreichte man den dritten Platz nach der regulären Spielzeit, schied jedoch in den Play-offs gegen Titelverteidiger London Towers erneut in der ersten Runde aus. 1999 reichte es wieder nur zum siebten Platz, was die Towers in der ersten Play-off-Runde erneut mit dem Ausscheiden der Eagles bestraften.
In der Saison 1999/2000 führte die BBL zwei regionale „Conferences“ ein. Die Eagles hatten jedoch eine schwache Spielzeit und beendeten die reguläre Saison auf dem sechsten und vorletzten Platz der Conference North, was das Verpassen der Play-offs bedeutete. Mit dem neuen Trainer Tony Garbelotto reichte es ein Jahr später zu einem dritten Platz in der Conference, doch in den Play-offs kam man erneut nicht über die erste Runde hinaus. Dafür kämpfte man sich bis ins Finale des Ligapokal-Wettbewerbs BBL Trophy 2001 vor, in dem man jedoch den Chester Jets unterlag. In der Spielzeit 2001/02 überstand man die erste Pre-Play-off-Runde, doch im Viertelfinale schied man nach Verlängerung mit einem Punkt Unterschied gegen die Brighton Bears aus. Diese schlugen die Eagles auch im Halbfinale der Play-offs ein Jahr später. Nach einem weiteren Erstrundenaus in den Play-offs 2003/04 begann in der Saison 2004/05 die vorerst erfolgreichste Zeit der Eagles in der BBL, die bald darauf von dem neuen Eigentümer Paul Blake übernommen wurden, der die Eagles zusammen mit dem seit 2004 als Spielertrainer fungierenden Fab Flournoy zur erfolgreichsten Franchise der BBL der folgenden Dekade führen sollte.
In der BBL Trophy 2005 blieben die Eagles ungeschlagen und besiegten im Finale deutlich mit 85:60 die Brighton Bears, die den Pokalwettbewerb BBL Cup gewonnen hatten. Der erste Titelgewinn in der BBL bildete jedoch nur den Auftakt für ein erfolgreiches Saisonende. Als Zweiter der Hauptrunde zog man erstmals seit 1991 wieder in das Play-off-Finale ein, in dem man den Hauptrundenersten Chester Jets mit drei Punkten besiegen konnte und auch erstmals diesen Titel gewann. Die Play-offs blieben in den folgenden zwei Jahren die Domäne der Eagles, die diesen Titel zweimal verteidigen konnten. In der Saison 2005/06 verteidigte man zudem nicht nur die BBL Trophy, sondern wurde auch erstmals Sieger der regulären Spielzeit mit MVP Drew Sullivan und gewann den Pokalwettbewerb BBL Cup. Drew Sullivan wechselte daraufhin nach Spanien in die Liga ACB und Altstar Tony Dorsey, selbst zweimal MVP der BBL, konnte diesen nicht komplett ersetzen, als man das Finale der BBL Trophy 2007 gegen die Plymouth Raiders verlor und auch im BBL Cup bereits im Halbfinale ausschied. Als Dritter der regulären Spielzeit schaffte man jedoch den Einzug ins Play-off-Finale und konnte in einer Neuauflage des Finalspiels der Vorsaison erneut die Scottish Rocks bezwingen und zumindest diesen Titel verteidigen. Shawan Robinson wechselte daraufhin nach nur einer Spielzeit in die deutsche Basketball-Bundesliga.
In der Saison 2007/08 schien man die Erfolgsserie der Eagles fortsetzen zu können. Zwar verlor man die beiden Finalspiele in den Pokalwettbewerben, doch in der Meisterschaft sicherte man sich mit MVP Lynard Stewart als Erster den Titel nach der regulären Saison. In den Play-offs riss jedoch die Erfolgsserie der Eagles und sie verloren im Halbfinale ihr erstes Play-off-Spiel seit vier Jahren gegen die Milton Keynes Lions, denen man schon im Finale des BBL Cups unterlegen war. In der folgenden Saison 2008/09 fand man mit MVP Trey Moore zu alter Dominanz zurück. Zwar schied man im Halbfinale des BBL Cup in zwei Spielen gegen den späteren Titelgewinner Everton Tigers aus, doch nach dem Finalsieg in der BBL Trophy konnte man als Hauptrundenerster die Tigers im Finale der Play-offs besiegen. In der Spielzeit 2009/10 konnte man den Titel in der BBL Trophy verteidigen. Die reguläre Saison beendete man zum dritten Mal in Folge als Erster, doch im Halbfinale der Play-offs verlor man zweimal mit je 16 Punkten Unterschied gegen den späteren Titelgewinner Everton Tigers. Diese dominierten auch als Mersey Tigers die folgende Spielzeit, in der sie bis auf den BBL Cup alle Titel der BBL gewannen. Das beste Ergebnis der Eagles in dieser Spielzeit 2010/11 war der zweite Platz nach der regulären Saison.
Nach dem finanziellen Beinahe-Kollaps der Mersey Tigers waren die Eagles in der Saison 2011/12 nicht zu bremsen. Mit Joe Chapman stellten sie nicht nur den MVP, sondern gewannen alle Titel der BBL. Neben den Plymouth Raiders waren die Leicester Riders im Finale der Play-offs der einzig ernsthafte Herausforderer. Diese übernahmen mit Nationalmannschaftskapitän Drew Sullivan, 2006 noch mit den Eagles MVP der BBL, das Kommando in der Saison 2012/13. Zwar verloren die Riders das Finale im BBL Cup gegen die Sheffield Sharks, doch sie gewannen nicht nur das Finale der BBL Trophy gegen die Eagles, sondern auch das Endspiel in den Play-offs als Erstplatzierter der Hauptrunde gegen den Zweiten Newcastle Eagles. In der folgenden Saison gewann man die Regular Season vor den Sharks und den Worcester Wolves, die jedoch um MVP Zaire Taylor im Play-off-Finale gegen die Eagles siegreich blieben, die damit zum zweiten Mal hintereinander nur Vize in den Play-offs wurden.